# Ensemble Rathausplatz Baiersdorf

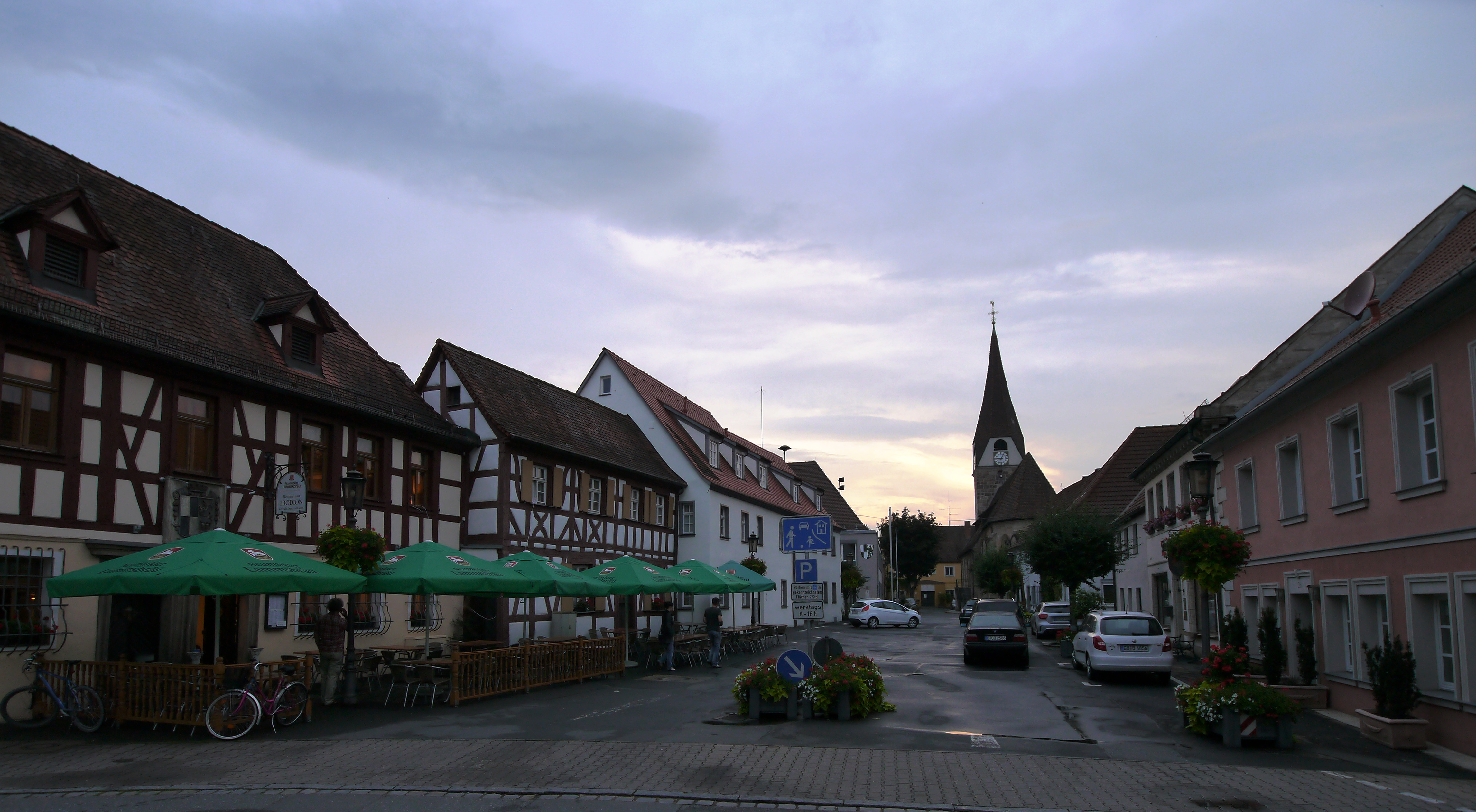
Rathausplatz von der Hauptstraße mit Blick zur Kirche

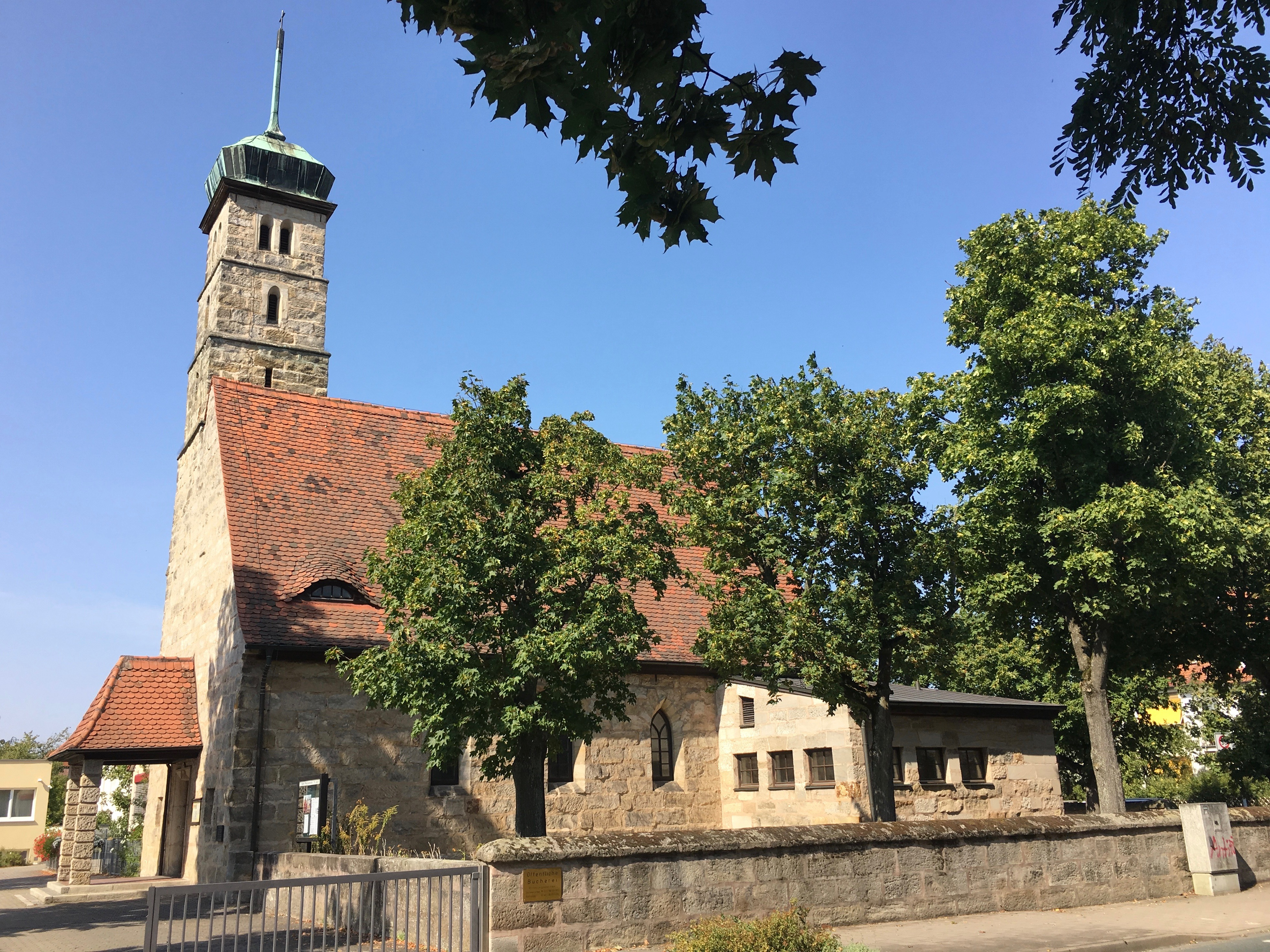
Kirche St. Josef

Das Ensemble Rathausplatz in Baiersdorf, einer Gemeinde im mittelfränkischen Landkreis Erlangen-Höchstadt in Bayern, ist ein Bauensemble, das unter Denkmalschutz steht.
Der Rathausplatz, der etwa die Grenze zwischen der Altsiedlung und der im 14. Jahrhundert gegründeten Stadt bezeichnet, dürfte auf eine Systematisierung im Zuge des Wiederaufbaues nach den Zerstörungen des Dreißigjährigen Krieges zurückgehen. Dafür spricht, dass ein erstes Rathaus an dieser Stelle 1640 errichtet worden ist. 
Der Platz erhält seine Wirkung durch die Ausrichtung auf die westwärts anliegende katholische Pfarrkirche St. Josef. Die zweigeschossige Bebauung der Längsseite aus dem 17. bis 19. Jahrhundert ist nahezu geschlossen. Die rückwärtige Platzseite wird von der Hauptstraße gebildet.

## Einzeldenkmäler
Siehe auch: Liste der Baudenkmäler in Baiersdorf
- Rathausplatz 1 (Wohn- und Geschäftshaus)
- Rathausplatz 2 (Apotheke)
- Rathausplatz 3 (Bürgerhaus)
- Rathausplatz 4/4a (Wohnhaus)
- Rathausplatz 5 (Wohnhaus)